# Olios isongonis
Olios isongonis är en spindelart som beskrevs av Embrik Strand 1915. Olios isongonis ingår i släktet Olios och familjen jättekrabbspindlar.
Artens utbredningsområde är Kamerun. Inga underarter finns listade i Catalogue of Life.